# Vlkava
Die Vlkava (deutsch Wlkawa-Bach) ist ein kleiner rechter Nebenfluss der Elbe (tschechisch Labe) in der Mittelböhmischen Region in der Tschechischen Republik.

## Verlauf

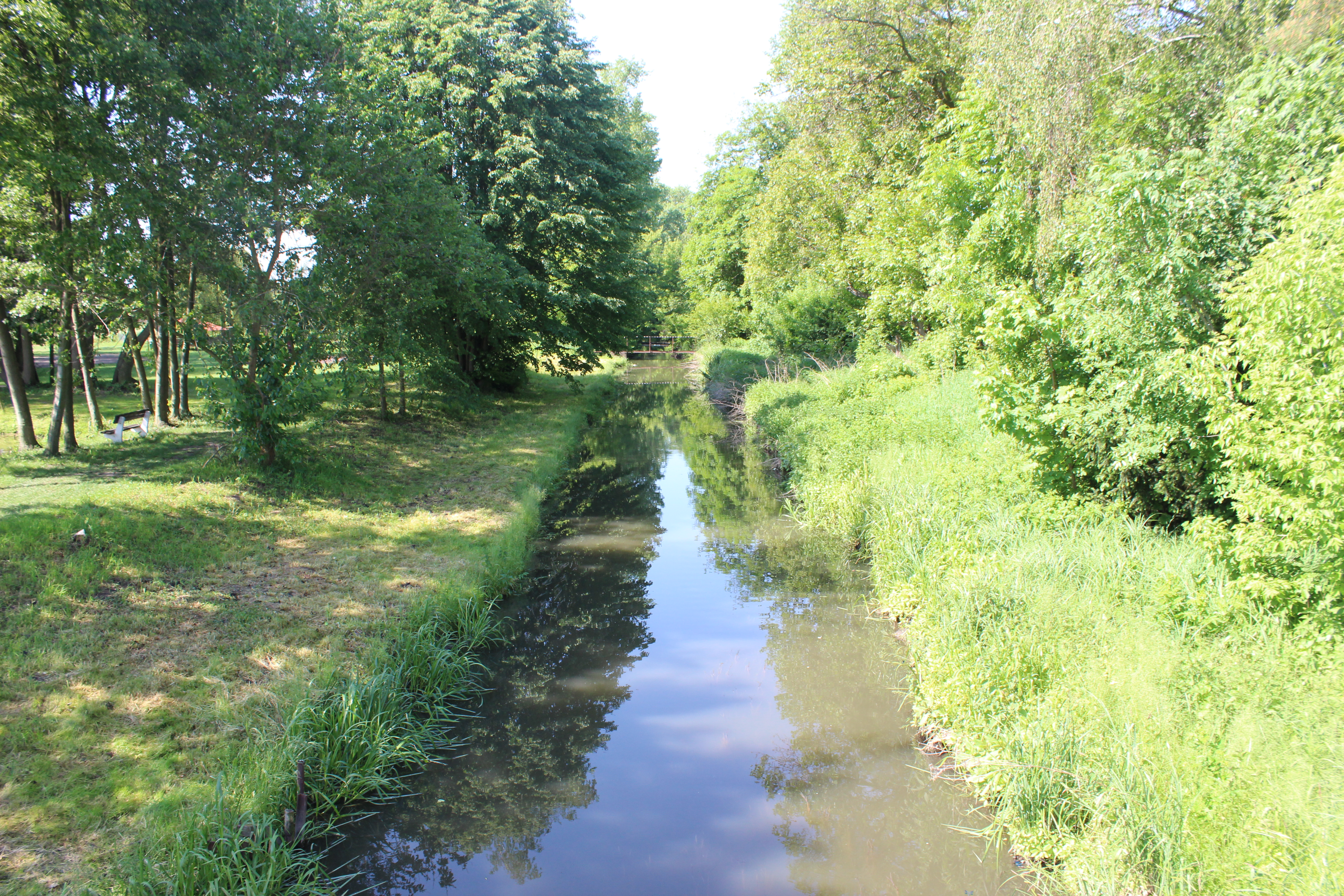
Die Vlkava bei Zbožíčko

Die Quelle der Vlkava liegt auf einer Höhe von 255 m bei der Gemeinde Ledce im Okres Mladá Boleslav (Jungbunzlau) auf der Böhmischen Tafel. Der Abfluss erfolgt zunächst in westlicher Richtung, südlich von Dobrovice wendet sich das Gewässer nach Süden, durchfließt Čachovice, Zbožíčko und Kostomlaty nad Labem (Groß Kostomlat) im Okres Nymburk und mündet südwestlich dieser Gemeinde nach einem Lauf von 35,6 km in die Elbe.
Der Abfluss beträgt 0,61 m³/s. 

## Hydronymie
Der Flussname dürfte etwa mit Wolfsbach zu übersetzen sein (abgeleitet von tschechisch Vlk = Wolf).